# The Aftermath (álbum de Midnattsol)
The Aftermath es el cuarto álbum de estudio de la banda de folk metal y metal gótico noruego-alemana Midnattsol. Fue lanzado el 25 de mayo de 2018 mediante Napalm Records.
Fue realizado un video musical para la versión de la pieza medieval "Herr Mannelig" (con letra en sueco) y "The Purple Sky", dirigido por Michael Rother y Tim Loeschmann.
Se lanzó una edición limitada con un bonus track.

## Historia
The Aftermath representa el regreso de la banda a los estudios de grabación, después de siete años en descanso. La líder de Midnattsol, cantante y principal compositora Carmen Elise Espenæs estuvo involucrada en un proyecto musical paralelo llamado Savn, y estaba dedicada a sus dos hijos, nacidos en 2012 y 2014. Sumado a esto, las diferencias entre algunos miembros de la banda causaron un mayor retraso en la producción del nuevo álbum.
En diciembre de 2017, Liv Kristine (la hermana mayor de Carmen Elise), fue presentada como la segunda cantante oficial de la banda, después de su repentina partida de Leaves' Eyes en 2016. Previamente, la bajista Birgit Öllbrunner, el baterista Chris Merzinsky y el guitarrista Matthias Schuler dejaron la banda por razones personales antes de que comenzaran las sesiones de grabación a finales de 2017. 
Para reemplazarlos, el productor y nuevo miembro Stephan Adolph tocó todos sus instrumentos como músico de sesión. Adolph (un amigo del tecladista Daniel Fischer) ya había trabajado con Midnattsol en su álbum debut Where Twilight Dwells (2005)

## Estilo musical y escritura
El álbum se caracteriza por su gran variedad compositiva, incluyendo algunas canciones más lentas que en trabajos anteriores en un estilo doom metal como la versión oscura de "Herr Mannelig", temas enérgicos como "Syns sang" (sobre la diosa germánica Syn), baladas folklóricas como "Vem kan segla", así como una mayor número de letras en noruego.
Líricamente, en comparación con su lejano predecesor, The Metamorphosis Melody (2011), The Aftermath tiene mucho más influencias folk nórdicas, incluyendo canciones de metal gótico con un contenido social sombrío como "Ikje glem meg" (sobre el tiroteo en Utøya de 2011) o "The Aftermath". En relación con la escritura, Espenæs dijo: 

[...] También había elementos folk en los otros álbumes, pero en nuestro nuevo álbum «The Aftermath» definitivamente creo que tiene aún más, y esta es una dirección hacia la que definitivamente nos dirigimos cada vez más. Me siento inspirada por las canciones y los cuentos populares, y me encanta aprender más sobre los días pasados. No teníamos ninguna restricción cuando estábamos escribiendo el álbum, solo libertad total para dejar fluir la creatividad, así que cantamos y tocamos cosas que no hemos hecho antes. Esa fue una sensación fantástica, realmente me encantó escribir las canciones junto con las otras.

## Lista de canciones
Todas las letras escritas por Carmen Elise Espenæs excepto donde se indique. * "Vem kan segla" (una canción originalmente titulada "Vem kan segla förutan vind?") y "Herr Mannelig" son baladas folklóricas suecas; toda la música compuesta por Midnattsol.

| N.º | Título                              | Letras       | Duración |  |
| 1.  | «The Purple Sky»                    |              | 6:06     |  |
| 2.  | «Syns sang» (“Syn's song”)          |              | 5:01     |  |
| 3.  | «Vem kan segla*» (“Who can sail”)   | Anónimo      | 3:47     |  |
| 4.  | «Ikje glem meg» (“Don't forget me”) |              | 4:22     |  |
| 5.  | «Herr Mannelig*» ("Sir Mannelig")   | Anónimo      | 9:05     |  |
| 6.  | «The Aftermath»                     |              | 5:18     |  |
| 7.  | «The Unveiled Truth»                |              | 3:58     |  |
| 8.  | «Evaluation of Time»                | Instrumental | 6:44     |  |
| 9.  | «Forsaken»                          |              | 6:05     |  |

### Bonus track edición limitada
| Limited edition bonus track |                                 |          |  |
| N.º                         | Título                          | Duración |  |
| 10.                         | «Eitrdropar» (“Drops of venom”) | 2;53     |  |

## Créditos

### Midnattsol
- Carmen Elise Espenæs - Vocalista
- Liv Kristine - Vocalista
- Stepahn Adolph - Guitarras, bajo, batería (sin acreditar)
- Alex Kautz - Guitarras
- Daniel Fischer - teclados

### Producción
- Rune Gunnar Stensøy - Grabación
- Stephan Adolph - Mezcla, Mastering
- Heilemania - Fotografía, ilustraciones
- Joachim Cilslik - Logotipo